# Johann von Waldburg-Wolfegg
Johann von Waldburg-Wolfegg, auch Johann von Waldburg zu Wolfegg oder Johann(es) Constanz Graf Truchseß von Waldburg-Wolfegg (* 26. März 1598 in Waldsee; † 13. oder 15. Dezember 1644) war Abt des Klosters Reichenau und von 1628 bis 1644 Fürstbischof von Konstanz.

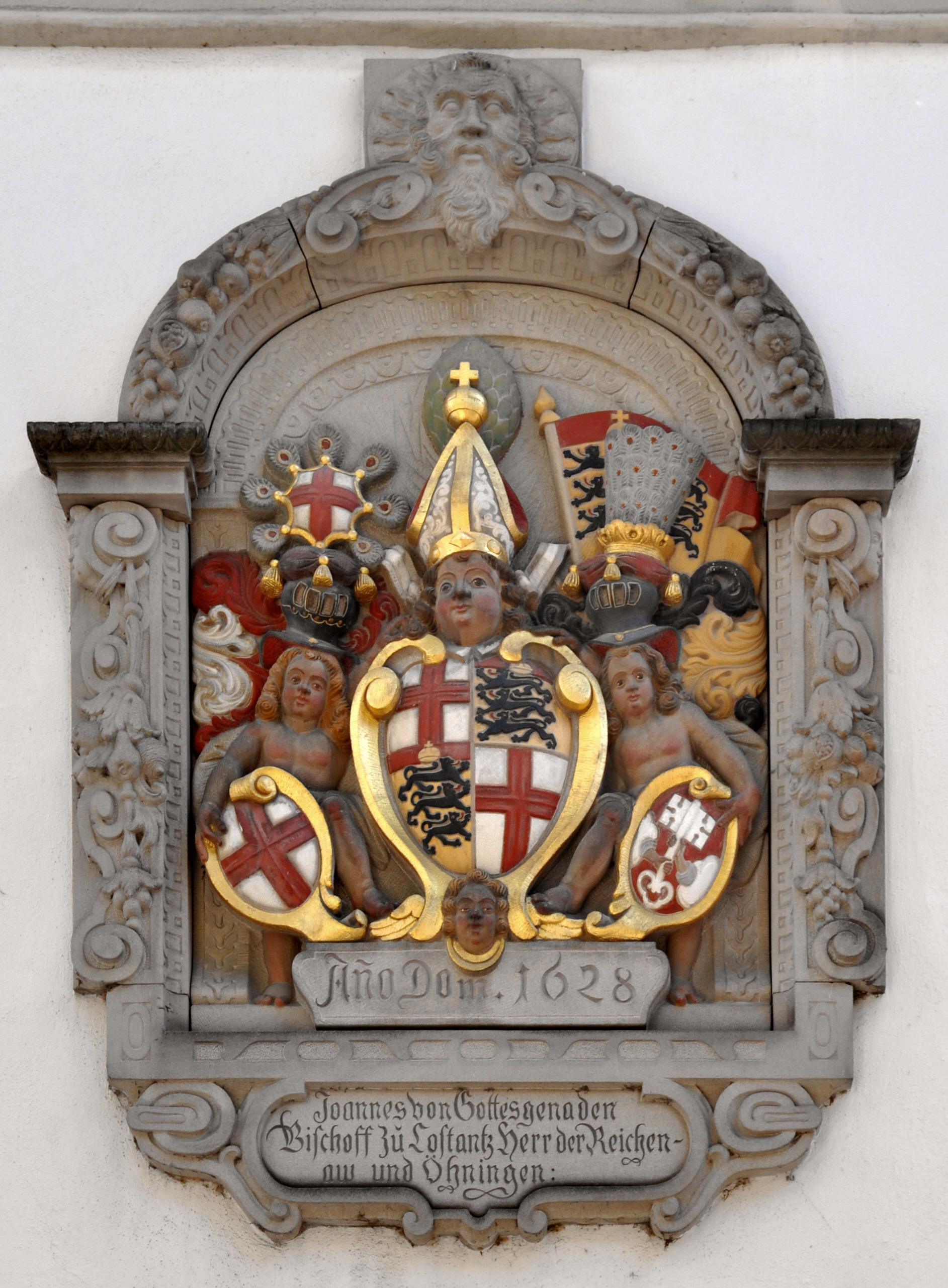
Wappen des Bischofs Johann von Waldburg an einem Haus in der Steigstraße in Meersburg

## Familie
Johann von Waldburg-Wolfegg stammte aus der Ehe von Heinrich Erbtruchseß von Waldburg, Graf zu Wolfegg (1568–1637) und Maria Jakoba Gräfin von Hohenzollern-Sigmaringen (1577–1650). Er war das dritte von sieben Kindern, sein jüngster Bruder Maximilian Willibald war kaiserlicher General und kurbayrischer Statthalter in der Oberpfalz. Der Familie war am 27. September 1628 durch Kaiser Ferdinand II. die reichsgräfliche Würde verliehen worden.

## Leben
Bereits seit 1614 Domherr in Köln, erlangte Johann von Waldburg 1616 ein Kanonikat an St. Gereon in Köln, auf welches er jedoch 1629 verzichtete.
Am 23. Dezember 1627 zum Bischof von Konstanz bestellt, empfing er am 28. Juni 1628 die Priesterweihe. Seit 1628 war er Abt des Klosters auf der Insel Reichenau.
Johann Jakob Mirgel, Weihbischof in Konstanz und Titularbischof von Sebaste in Cilicia, spendete ihm am 4. Februar 1629 die Bischofsweihe.
Gleich zu Beginn seines Bischofsamtes konnte er 1629 infolge der Durchsetzung der Trentiner Reformdekrete ein Konkordat (privilegium fori) mit Erzherzog Leopold von Österreich (1586–1632) schließen, dem Regenten von Tirol und Vorderösterreich. Vorbild war der Rezess zwischen Österreich und Basel aus dem Jahre 1620. Noch 1644 wählte ihn das Kölner Domkapitel zum Chorbischof.
Er wurde im Konstanzer Münster beigesetzt.